# ヤンカウの戦い
ヤンカウの戦い（英語: Battle of Jankau）は三十年戦争中の1645年3月5日、ボヘミア南部、プラハから50キロメートル南東のヤンカウで生起した戦闘。三十年戦争中で最も血なまぐさい戦闘の1つであるこの戦闘では、スウェーデン軍が神聖ローマ帝国軍を撃破した。

## 背景
マティアス・ガラス率いる軍勢はホルシュタインにより南へ撤退していたが、後をレンナート・トルステンソン率いるスウェーデン軍が追撃している。皇帝は豊かなボヘミアをスウェーデンの侵攻から守るためにハンガリー軍の大半を派遣してボヘミアの守備を増強した。メルヒオール・フォン・ハッツフェルト将軍は撤退している軍勢の指揮を引き継ぎ、新しく徴兵された兵士を編入した。そこへ ヨハン・フォン・ゲッツェンの軍勢が到着、さらにバイエルン選帝侯がヴェルト将軍とシュポルク大佐率いる増援を派遣したため、皇帝軍は1万6千の軍勢となっていた。

## 戦闘
両軍とも1万6千人程度であり、かつ両軍とも敵に容赦しなかった戦闘は、スウェーデン軍の完勝に終わった。スウェーデン軍の砲兵の質も速度も上であり、形勢の変化に素早く適応することができた。帝国軍は約半分の7千人しか戦場から離脱できなかった。司令官のハッツフェルトを含む帝国軍の中央部は包囲され、ほとんどが戦死したか捕虜にされた。4千から5千人が捕虜になった。

## その後
ヤンカウでの敗北を知ると、皇帝フェルディナント3世は上プファルツのレーゲンスブルクへ撤退した。彼は臣下にさらなる増援を要求、バイエルン選帝侯マクシミリアン1世にシュレージエンとボヘミアの一部を担保にしたほどである。しかし、バイエルンとフランスの間の戦闘が続いたことで、バイエルンからの増援が期待できなくなった。皇帝は続いて教皇に資金援助を求めたが、1644年にウルバヌス8世が死去、次いで教皇になったインノケンティウス10世はハプスブルク家を支持しなかったため援助は得られなかった。そのため、皇帝は自分の資源に頼らざるを得なかった。一方、トルステンソン率いるスウェーデン軍がヤンカウで勝利したことでプラハとウィーンへの道が開き、4月にはウィーンから30マイルのところまで進軍、ブルンを包囲した。しかし、スウェーデン軍は1645年内にプラハかウィーンまで着くことができず、12月末には相次ぐ戦闘により疲弊してしまった。